# Центр экстренной психологической помощи МЧС России
ФКУ «Центр экстренной психологической помощи МЧС России» (ЦЭПП МЧС) — крупнейшая в России организация, оказывающая экстренную психологическую помощь населению при чрезвычайных ситуациях. Центр основан в 1999 году.

## История
ЦЭПП был основан 17 сентября 1999 года. С 2002 года его возглавляет Юлия Сергеевна Шойгу.
По данным некоторых источников, ЦЭПП был основан в качестве подразделения министерства сразу после терактов в начале сентября 1999 года, когда была совершена серия подрывов жилых домов в Москве и других городах. Согласно же интервью руководителя ЦЭПП Ю. С. Шойгу, причиной создания отдельного ведомства послужили другие трагические события: землетрясение в Нефтегорске и авиакатастрофа в Иркутске.
В 2013 году Центр поменял свою локацию в Москве, теперь он располагается недалеко от Бутырского Вала. В новом здании расположился отдел дистанционной психологической помощи и отдел реабилитации, где оказывается помощь спасателям и сотрудникам МЧС России. Также работает отдел экстренного реагирования, психологи которого ежедневно выезжают на чрезвычайные ситуации, такие как пожары, ДТП и т.д.

## Направления работы
Центр направлен на решение трёх основных задач:
- оказание экстренной психологической помощи населению, пострадавшему при чрезвычайных ситуациях
- психологическое сопровождение деятельности сотрудников МЧС РФ
- научная деятельность[5]

Помимо этого, в Центре так же ведется работа по оказанию психологической помощи населению вне чрезвычайной ситуации — работает круглосуточный телефон доверия и психологическая интернет-помощь.

## Филиалы
На данный момент на территории России открыто восемь филиалов ЦЭПП МЧС, они расположены в административных центрах федеральных округов. До присоединения полуострова Крым к территориальному составу Российской Федерации, филиалов было семь.
1. Северо-Западный филиал в г. Санкт-Петербурге
2. Южный филиал в г. Ростове-на-Дону
3. Дальневосточный филиал в г. Хабаровске
4. Сибирский филиал в г. Красноярске
5. Уральский филиал в г. Екатеринбурге
6. Приволжский филиал в г. Нижнем Новгороде
7. Северо-Кавказский филиал в г. Пятигорске
8. Крымский филиал в г. Севастополе